# کانون‌های آلپرن
بنیاد همبستگی و آموزش فرهنگی کانون‌های آلپرن یا به صورت کوتاه کانون‌های آلپرن یک سازمان جوانان است که اغلب به آلپرن‌ها نسبت داده می‌شود. 
کانون‌های آلپرن به خاطر نزدیکی به حزب اتحاد بزرگ شهرت دارند که توسط محسن یازیجی‌اوغلو تأسیس شده‌است. این کانون‌ها هدف خود را اعتلای کلمة الله برای نظام عالم و نظم قلمرو برای شکوه نام الله اعلام کرده‌اند. به طور کلی این کانون‌ها به عنوان مؤسسه‌ای برای ایدهٔ تطبیق ناسیونالیسم ترکی و اسلام شناخته شده‌اند.
آن‌ها بر این باورند که پذیرفتن اسلام به عنوان اصلی بنیادی مرزی میان خدا و خادمان او ایجاد می‌کند و اسلام دینی است که باید بر همهٔ جنبه‌های زندگی حاکم باشد. آن‌ها سید احمد آرواسی را آغازگر چنین تفکری می‌دانند.
در منشور این بنیاد در دوره‌ای که به عنوان یک انجمن به انجام فعالیت‌های خود می‌پرداخت آمده‌بود که هدف ما اطمینان از فعال‌سازی و توسعهٔ فعالیت‌های مدنی به منظور حمایت از افراد و سازمان‌هایی است که در این زمینه کار می‌کنند، تا با مشارکت در توسعهٔ فردی جوانان آیندهٔ کشور دوره‌های آموزشی برای جوانان سازمان‌دهی شود و از به وجود آمدن حساسیت‌های ملی و معنوی در جوانان اطمینان حاصل شود.